# Bosiliack
Das Entrance Grave von Bosiliack (auch Bosiliak) liegt in einer Heidelandschaft etwa vier Kilometer nordwestlich von Penzance in Cornwall in England, 500 m nördlich des Lanyon Quoit und etwa 1000 m südöstlich der Anlage Mên-an-Tol. Eingangsgräber sind Megalithanlagen aus dem Spätneolithikum und finden sich nur auf den Kanal- und den Scilly-Inseln (79) und an der äußersten Spitze von Cornwall (14) in England.
Der von einer zur Hälfte ungewöhnlich kompakten Einfassung umgebene ovale Rundhügel des Entrance Grave hat etwa 5,0 m × 4,5 m Durchmesser, wobei das Fehlen von originalen Randsteinen auf der anderen Hälfte des Umfangs dies ungenau macht. Das Cairnmaterial besteht aus kopfgroßen Steinen und wird durch große Randsteine gehalten. Der obere Hügelbereich wurde bis auf Decksteinhöhe abgetragen. Die Decksteine fehlen oder wurden verschoben.
Die Kammeröffnung liegt im Südosten. Die Seitensteine des Zugangs haben ungewöhnlich flache Oberflächen und bilden eine Öffnung ohne Einschnürung. Ein kleiner bearbeiteter Stein zwischen ihnen könnte als symbolischer „Blockierstein“ verwendet worden sein, um die Kammer zu verschließen. Die Kammer besteht aus Platten, die durch einen schmalen Endstein getrennt sind. Sie ist nominell gerade, aber die seitlichen Platten stehen leicht versetzt zueinander, wodurch der Grundriss eine „S“-Form bildet. Diese Form entspricht dem Typ C nach Glyn Daniel (1914–1986). Die Kammer ist viel schmaler als die anderer Entrance Graves. Die Achse der Kammer liegt außermittig, wie es für Eintrittsgräber untypisch ist. Die Kammer endet knapp einen Meter von der Kante der Randsteine. Sie war wahrscheinlich mit flachen Steinen überdacht. Eine große Platte, die auf dem Cairnmaterial liegt, könnte ein versetzter Deckstein sein.
Der Zustand der Anlage zeigt, dass sie vor Jahren ausgegraben und restauriert wurde, aber es existiert kein Bericht darüber.
In der Nähe liegen der Menhir von Carfury und die Steinreihe Mên-an-Tol.